# Леман, Александр Павлович
Александр Павлович Леман (1841 — 27.09.1876) — офицер Российского императорского флота.

## Служба
В 1846 году поступил в Морской кадетский корпус, который окончил в 1860 году.
В 1863—1864 годах участвовал в «Первой американской экспедиции русского флота». В 1865 году в чине мичмана в должности вахтенного начальника клипера «Абрек» вернулся в Кронштадт. Приказом № 580 от 2 июля 1865 года А. П. Леман удостоился ордена Святой Анны 3-й степени за совершённый поход.
Александр Павлович умер 27 сентября 1876 года, похоронен на Лазаревском кладбище вместе с Н. А. Кох.

## Семья
Александр родился в семье Павла Михайловича и Александры Карловны (дочь генерал-лейтенанта Карла Карловича фон Краббе). Его отец происходил из рода швейцарских немцев, переселившихся в XVIII веке в Россию. Они поступили на Российскую государственную службу и добились права на потомственное дворянство. Дворянский герб рода Леманов внесён в «Общий гербовник дворянских родов Всероссийской империи». В 1846 году П. М. Леман и его семья были внесены в третью часть родословной дворянской книги Санкт-Петербургской губернии.
Братья и сёстры Александра:
- Владимир (1836—1860) — мичман РИФ, погиб в 1860 году при взрыве клипера «Пластун»
- Константин (1838—?) — капитан 2-го ранга РИФ; был женат на Марии Николаевне Бутеневой (1847—1879)
- Анна (1839—?)
- Мария (1844—?)
- Ольга (1847—?)
- Алексей (1848—?)
- София (1852—?)
- Вера (?—?)

Александр Павлович был женат на Вере Николаевне, урождённой Турчаниновой.